# Neolophonotus melanoura
Neolophonotus melanoura là một loài ruồi trong họ Asilidae. Neolophonotus melanoura được Londt miêu tả năm 1988. Loài này phân bố ở vùng nhiệt đới châu Phi.